# Guy Moll
Guillaume Laurent «Guy» Moll (28 de mayo de 1910-15 de agosto de 1934) fue un piloto de automovilismo francés.
Moll era hijo de padre francés y madre española que habían emigrado a Argelia, entonces colonia francesa. Comenzó a competir en 1930, con una Lorraine-Dietrich en eventos locales esporádicos en Argelia. En 1932, Marcel Lehoux, el propietario de una gran empresa comercial en Argelia y un exitoso piloto, se fijó en él; Lehoux estaba convencido del talento de Moll y le ofreció a su Bugatti para los Grandes Premios de Argelia y Marruecos. Moll tomó la delantera desde el principio en Orán, solo para caer al segundo y luego retirarse. Lehoux, sin inmutarse, trajo a Moll a Francia para su primera prueba europea, el Gran Premio de Marsella en Miramas; Moll terminó en un destacado tercer lugar, por detrás de los Alfa Romeo de Raymond Sommer y Tazio Nuvolari.
En 1933, Moll continuó en un Bugatti, quedando segundo detrás de Lehoux en Pau en una tormenta de nieve en una pista que nunca había conducido. Moll luego usó el dinero de la familia para obtener un Alfa Romeo 8C2300. A pesar de ser menos potente que los Alfa P3 de Scuderia Ferrari, Moll quedó tercero en Nimes (detrás de Étancelin y Nuvolari), Miramas, Comminges y Niza, y estuvo a punto de ganar en la Gran Premio de Marne en Reims. Moll fue contratado para conducir un P3 por Enzo Ferrari para 1934. A pesar de enfrentarse a Auto Union y Benz más potentes, Moll obtuvo su primera victoria en el Gran Premio de Mónaco de 1934 cuando heredó el liderato después de que su compañero Louis Chiron cometiera un error a menos de dos vueltas para el final. Un mes después, terminó cerca de su compañero de equipo Achille Varzi en Trípoli en medio de acusaciones de que Varzi había tratado de sacarlo de la carretera. Moll también ganó el Avusrennen con su Alfa Romeo en configuración aerodinámica, propulsado por un 265 HP (197,6 kW) de 3.2 litros, cuando una actuación dominante del equipo novato Auto Union terminó con la falla del embrague de Hans Stuck. Moll terminó tercero en el Gran Premio de Francia en Montlhéry, siguiendo a Chiron a casa, mientras que quedó segundo en la Targa Florio y la Coppa Ciano, detrás de su compañero de equipo Varzi en ambas ocasiones.
En un circuito de Pescara húmedo y ventoso para la Coppa Acerbo en agosto, corriendo segundo y persiguiendo a Luigi Fagioli por el liderato, Moll perdió el control casi a la velocidad máxima en una recta estrecha mientras rebasaba el Mercedes de Ernst Henne. El P3 de Moll cayó en una zanja y se estrelló contra un puente, y poco después sucumbió a sus heridas. La causa del accidente sigue siendo desconocida.
A pesar de que tuvo una carrera tan corta, Enzo Ferrari clasificó a Moll como uno de los mejores pilotos que jamás había visto, y creía que podría haberse convertido en uno de los mejores de la historia.
Moll fue enterrado en el cementerio Maison Carrée en su Argelia natal.